# Cutter's Way
Pour les articles homonymes, voir La Blessure.
Pour plus de détails, voir Fiche technique et Distribution.
Cutter's Way (ou La Blessure) est un film américain réalisé par Ivan Passer, sorti en 1981.

## Synopsis
Alex Cutter a été traumatisé après la guerre du Viêt Nam. Son handicap a ruiné sa vie professionnelle et affective. Son ami Richard assiste à un meurtre et croit reconnaitre l'assassin. Mais celui-ci est soupçonné. Les deux compères vont mener l'enquête.
Lors d'une parade américaine Richard reconnait l'assassin aux lunettes noires et qui porte un drôle de chapeau. Il s'agit de Monsieur Cord qui dirige une très importante compagnie de pétrole et est très puissant car il achète tout le monde et il est très protégé à la tête de son empire. Alex propose que Richard lui adresse directement une lettre en lui disant qu'il l'a reconnu et qu'il lui propose d'oublier cela s'il reçoit de l'argent de sa part, puis il le dénoncera à la police en rendant l'argent obtenu de Cord par son chantage. Cord ne répond pas mais il veut  se venger et tuer Alex le vétéran estropié et Richard son ami qui l'a identifié de nuit sur la route comme auteur du meurtre crapuleux et sexuel d'une adolescente. Décidés d'avoir la peau de Cord, Alex et Richard s'introduisent dans sa maison et finissent par arriver à lui lors d'une réception privée. Alex est tué et Richard tue finalement Cord dans son bureau.     

## Fiche technique
- Titre : Cutter's Way ou La Blessure
- Réalisation : Ivan Passer
- Scénario : Jeffrey Alan Fiskin d'après le roman Cutter and Bone de Newton Thornburg
- Photographie : Jordan Cronenweth
- Montage : Caroline Biggerstaff
- Décorateur : Thomas L. Roysden
- Création des décors : Josan F. Russo
- Direction artistique : Josan F. Russo
- Musique : Jack Nitzsche
- Casting : Susan Shaw
- Producteur : Paul R. Gurian (de)
- Producteurs délégués : Larry J. Franco, Barrie M. Osborne
- Société de production : Gurian Entertainment
- Pays d'origine :  États-Unis
- Format : Couleurs - 1,85:1 - Stéréo
- Genre : Thriller
- Durée : 106 minutes
- Date de sortie :
  - États-Unis : 20 mars 1981
  - France : 10 février 1982
- Affiche : Jouineau Bourduge (France)

## Distribution
- Jeff Bridges : Richard Bone
- John Heard : Alex Cutter
- Lisa Eichhorn : Maureen "Mo" Cutter
- Ann Dusenberry : Valerie Duran
- Stephen Elliott : J. J. Cord
- Arthur Rosenberg : George Swanson
- Nina van Pallandt (en) : femme mariée de l'hôtel
- Patricia Donahue : Mme Cord
- Geraldine Baron : Susie Swanson
- Katherine Pass : Toyota Woman
- Francis X. McCarthy (en) : Toyota Man (as Frank McCarthy)
- George Planco : Toyota Cop
- Jay Fletcher : agent de sécurité
- George Dickerson : Mortician
- Jack Murdock (en) : Concession Owner
- Essex Smith : Black #1
- Rod Gist : Black #2
- Leonard Lightfoot : Black #3
- Julia Duffy : jeune fille
- Randy Shepard : jeune homme
- Roy Hollis : Working Stiff
- Billy Drago : Éboueur
- Caesar Cordova : Garbage Truck Driver
- Jonathan Terry : capitaine de police
- William Pelt : inspecteur #1
- Ron Marcroft : inspecteur #2
- Ted White : garde #1
- Tony Epper (en) : garde #2
- Andy Epper : garde #3
- Chris Howell : garde #4
- H.P. Evetts : garde #5
- Ron Burke : garde #6

## Récompenses et distinctions
- Prix Edgar-Allan-Poe du meilleur scénario